# Alpha Pictoris
Alpha Pictoris (α Pic, α Pictoris) là ngôi sao sáng nằm ở phía nam chòm sao Hội Giá. Nó có cường độ thị giác rõ ràng là 3,27, đủ sáng để nhìn từ các khu vực đô thị ở Nam bán cầu. Sao này là gần đủ cho khoảng cách của nó được đo bằng sai ca, trong đó sản lượng một giá trị khoảng 97 năm ánh sáng (30 parsec) từ mặt trời, với 5% lợi nhuận của lỗi. Alpha Pictoris có sự khác biệt là ngôi sao cực nam của hành tinh Sao Thủy.

## Tính chất
Với tuổi ước tính là 660 triệu năm, đây là một ngôi sao Lambda Boötis tương đối trẻ. Phân loại sao của A8 Vn kA6  cho thấy tính đặc thù này, với ký hiệu kA6 cho thấy yếu hơn các vạch K-calcium bình thường trong phổ. 'N' sau độ sáng chuỗi chính của V chỉ ra các vạch quang phổ trong phổ là rộng và không rõ ràng. Điều này được gây ra bởi sự quay nhanh của ngôi sao, có vận tốc quay cao dự kiến là 206 km / s. Quang phổ cho thấy các tính năng hấp thụ hẹp, thay đổi theo thời gian được gây ra bởi khí hoàn cảnh di chuyển về phía ngôi sao. Đây không phải là kết quả của vật chất liên sao, mà là một lớp vỏ khí dọc theo mặt phẳng quỹ đạo. Alpha Pictoris được phân loại là một ngôi sao vỏ quay nhanh có thể gần đây đã đẩy khối lượng ra khỏi bầu khí quyển bên ngoài của nó.
Alpha Pictoris lớn hơn Mặt trời, với khối lượng gấp đôi  và bán kính lớn hơn 60%. Nó đang tỏa ra độ sáng gấp 13  lần so với Mặt trời từ bầu khí quyển bên ngoài của nó ở nhiệt độ hiệu quả là 7530 K. Ở nhiệt độ này, ngôi sao phát sáng với màu trắng của một ngôi sao loại A.  Các thành phần vận tốc không gian của ngôi sao này trong hệ tọa độ thiên hà là U = -22, V = -20 và W = -9 km / s.
Dữ liệu từ nhiệm vụ Hipparcos cho thấy đây có thể là một hệ sao nhị phân chưa được giải quyết với một người bạn đồng hành quay quanh trục bán nguyệt khoảng 1 AU, hoặc cùng khoảng cách mà Trái đất quay quanh Mặt trời. Alpha Pictoris là một nguồn tia X, điều này không bình thường đối với một ngôi sao loại A vì các mô hình sao không dự đoán chúng có động lực từ. Phát thải này thay vào đó có thể bắt nguồn từ người bạn đồng hành.